# Лорра
Лорра (англ. Lorrha; ирл. Lothra) — деревня в Ирландии, находится в графстве Северный Типперэри (провинция Манстер) у дороги местного значения, связывающей региональную трассу R489 и N65, у берегов реки Шаннон.